# 凹叶忍冬
凹叶忍冬（学名：Lonicera retusa）是忍冬科忍冬属的植物，是中国的特有植物。分布于中国大陆的云南、陕西、甘肃、四川、山西等地，生长于海拔1,000米至3,300米的地区，常生长在山坡或山谷灌木林中，目前尚未由人工引种栽培。